# Димитър Димитров - Мики
Вижте пояснителната страница за други личности с името Димитър Димитров.
Димитър Димитров-Мики е български футболист, полузащитник, състезател на Марек (Станке Димитров). Една от най-емблематичните личности в историята на клуба. Участва в най-големите успехи на дупнишкия футбол. Притежаващ отлична техника и невероятен дрибъл. Участва в мачовете за Купата на УЕФА срещу Абърдийн, завършили 3:2 и 0:3. Бронзов медалист и носител на единствената досега Купа на Съветската армия за Марек.
В последните си години живее със семейството си в САЩ. Умира на 19 юни 2022 г.

## Успехи
Купа на Съветската армия
- Носител (1): 1977/78

А РФГ
- Бронзов медалист (1): 1976/77